# Anuaks

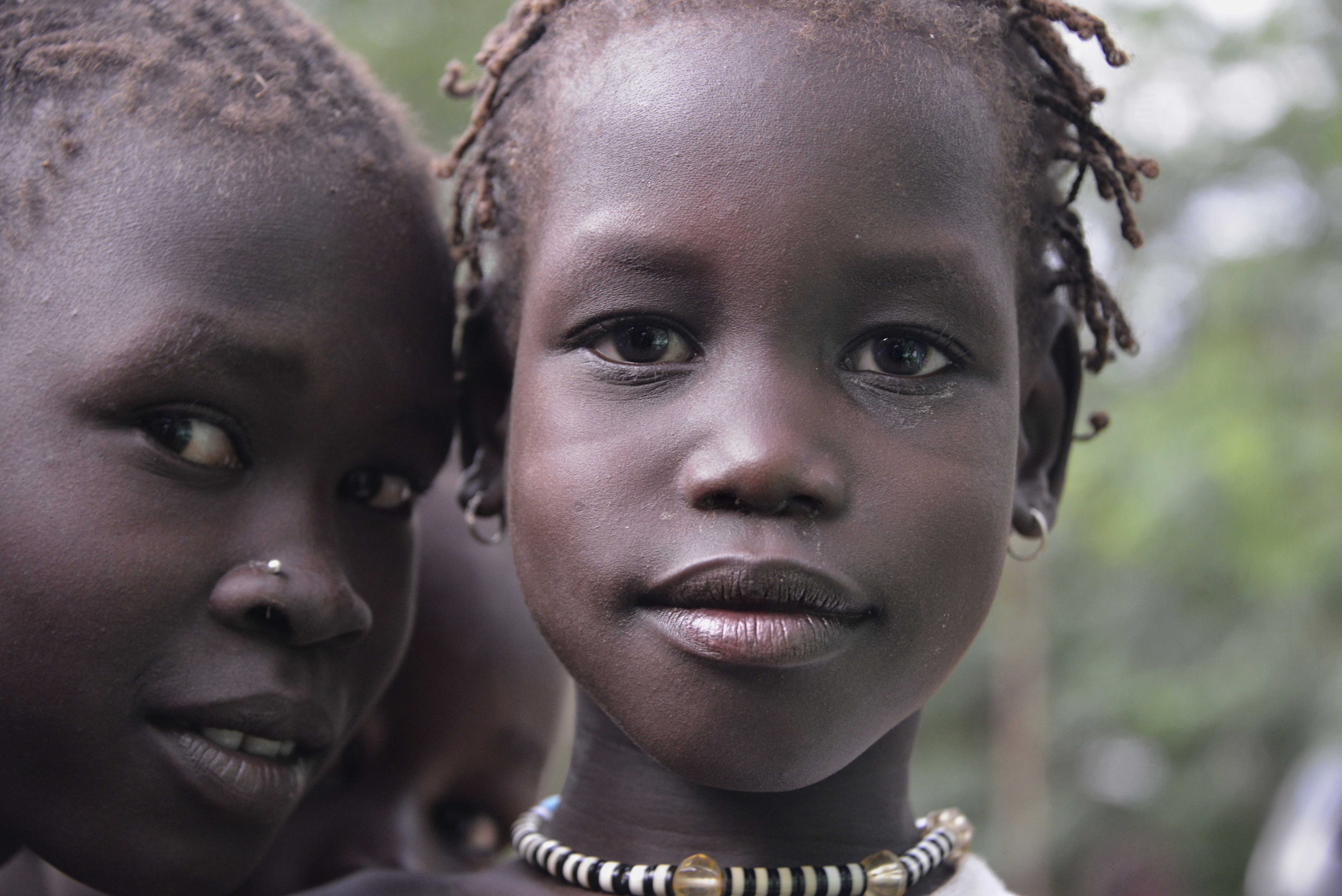
Nenes de l'etnia anuak

Els anuaks (o anyuaks, angwaks o anywaas) són un poble luo nilòtic del sud-est del Sudan del Sud i sud-oest d'Etiòpia (principalment a Gambella) del grup nilòtic. Es calcula que són uns 300.000 o 350.000 (un terç al Sudan del Sud). A Etiòpia viuen a la vora del riu Pibot i Sobat en zona diferent d'altres de l'estat tant per la geografia com pel clima. Són pastors i grangers i es creu que tenen un origen xomú amb els xíl·luks i els luos. La seva llengua anuak, Dha-Anywaa, és similar a la llengua acholi parlada al sud dels seus territoris. Són considerats "lowlanders" (habitants de les terres baixes) en lloc d'highlanders (habitants dels altiplans) com la majoria d'habitants d'Etiòpia (amhares, tigrinyes, oromos…). A Sudan del Sud viuen a l'est del país a l'estat de Jonglei, en una regió amb molta herba i plana i sense arbres que s'inunda a l'època de pluges.
És un dels primers grups nilòtics a esdevenir gairebé totalment cristià.

## Història
El 1985-1986 Gaafar al-Nimeiry, en resposta al suport etíop al SPLA, va donar suport a la milícia anuak d'Etiòpia com a moviment d'alliberament de Gambella; el moviment va obtenir el suport del Front Popular d'Alliberament d'Eritrea (FPLE) i del Front Popular d'Alliberament de Tigre i es va fundar el Front d'Alliberament de Gambella (i més tard Moviment d'Alliberament Popular de Gambella, MAPG) on quasi tots els activistes eren anuaks; el Front d'Alliberament Oromo va cooperar amb els anuaks i amb el moviment d'alliberament Berta (de Benshangul), i el 1989 (amb ajut del FPLE) va arribar a ocupar la capital provincial Assossa (a la regió de Benishangul, però els oromos no van poder mobilitzar a les poblacions i poc després en foren expulsats per les forces del Derg. El 1991, quan el règim de Menguistu Haile Mariam es va enfonsar el MAPG va prendre el poder en el que fou poc després constituït en regió de Gambella i el 1994 va ser rebatejat Partit d'Alliberament Popular de Gambella, PAPG. Aquest mateix any el cens oficial de l'estat va determinar que els nuer eren majoria a Gambella, cosa que el PAPG, bàsicament anuak, no va acceptar, ja que al·legava que molts nuers eren refugiats sudanesos. Les tensions van acabar amb Addis Abeba agafant directament el control de la regió; el 1998 el partit dels nuers, el Partit de la Unitat Democràtica Popular de Gambella (Gambella Peoples Democratic Unity Party) i el PAPG foren forçats a unificar-se en el Front Democràtic Popular de Gambella (FDPG) controlat pel EPRDF (Front Democratic Revolucionari Popular d'Etiòpia/Ethiopian Peoples Revolutionary Democratic Front), governant a Etiòpia i de majoria tigrinya. Els anuak oposats van formar el Congrés Democràtic Popular de Gambella, oposat als "highlanders" i als nuers (als que també s'oposava tant com podia el FDPG); les dues organitzacions es van dividir en faccions i van acabar sent irrellevants en la política de l'estat Gambella. Vers el 2000 Tuat Pal Chol, un nuer, que intentava unir l'oposició al govern etíop sota el Front d'Alliberament Popular de Gambella, va rebre ajuda Eritrea (aleshores en guerra contra Etiòpia) i va poder començar operacions militars a la frontera de Gambella amb Sudan mercès al suport d'alguns sudanesos i especialment de Michael Wal Duany, que vivia als Estats Units però tenia alguns homes operant a l'àrea d'Akobo prop de la frontera; a canvi aportava algunes armes que rebia d'Eritrea.
El 2002 el conflicte entre el govern i els anuak i nuer de Gambella va esclatar quan es va planejar reestructurar la regió en tres zones ètniques (Anywaa o Anuak, Nuer i Majanger) i una zona inter-ètnica (Gambella). Van esclatar disturbis i el govern va haver de declarar l'estat d'emergència; molts anuaks van perdre el seu lloc de funcionaris que van ocupar els highlanders. El 13 de desembre de 2003 fou atacat el centre de refugiats retornats (una organització del govern etíop) on van morir vuit civils highlanders; no se sap qui va fer l'atac però tot apunta que foren anuaks. Això va provocar la revenja dels highlanders, amb suport de l'exèrcit estatal etíop. 450 civil majoritàriament anuaks foren morts en 3 dies. Milers d'anuaks, incloent el president regional Okello Akuai, van fugir al Sudan on resideix el rei dels anuaks. El 30 d'octubre de 2005 els anuaks van refundar el Moviment d'Alliberament Popular de Gambella i el seu braç armat el Front d'Alliberament Popular de Gambella i van començar els atacs. El 2006 alguns soldats foren condemnats per la seva participació en els atacs de 2003 però mai es va reconèixer la participació de l'exèrcit fora d'algun element aïllat.L'alliberament d'alguns presos, reintegració d'alguns funcionaris i altres mesures van rebaixar la tensió a finals del 2006. Fins al 2007 Gambella va estar sota virtual ocupació de l'exèrcit etíop.
A partir del 2005 es va destacar en la denúncia del genocidi el Consell de Justicia Anuak (Anuak Justice Council AJC) una organització reagrupant diverses organitzacions menors de Eiòpia, Sudan i Kenya, que reclama solucions no violentes per combatre la violació dels drets humans sobre els anuaks.
Un personalitat destacada anuak fou el rei dels anuaks Adongo Agada Akwai Cham (1 de gener de 1959 – 30 de novembre de 2011), el 23è rei de la dinastia Anuak Nyiudola, que havia pujat al tron el 2001 succeint al seu pare que havia regnat uns 60 anys; Akwai Cham vivia al Canada fins al 2001 i va construir la primera escola del seu regne, una clínica i un aeròdrom. Va morir a un hospital de Nairobi a finals del 2011.